# Cornelia Molnar Vajda
Cornelia Molnar Vajda (Targu Mures, 23. studenoga 1983.), hrvatska i rumunjska stolnotenisačica.
Nastupila je na Olimpijskim igrama 2004., a natjecanje je pojedinačno završila u prvom kolu dok je u parovima igrala u četvrtfinalu. Na OI 2008. bila je pričuva, a na OI 2012. je pojedinačno nastupila u drugom kolu.
Na Mediteranskim igrama 2001. je osvojila brončanu medalju u parovima. Na europskim prvenstvima je osvojila dvije srebrne (2003. i 2005.) i dvije brončane (2008. i 2009.) medalje u ekipnoj konkurenciji.
Bila je članica Duge Rese te mađarskog BSE-a.